# Rassenwetten van Neurenberg

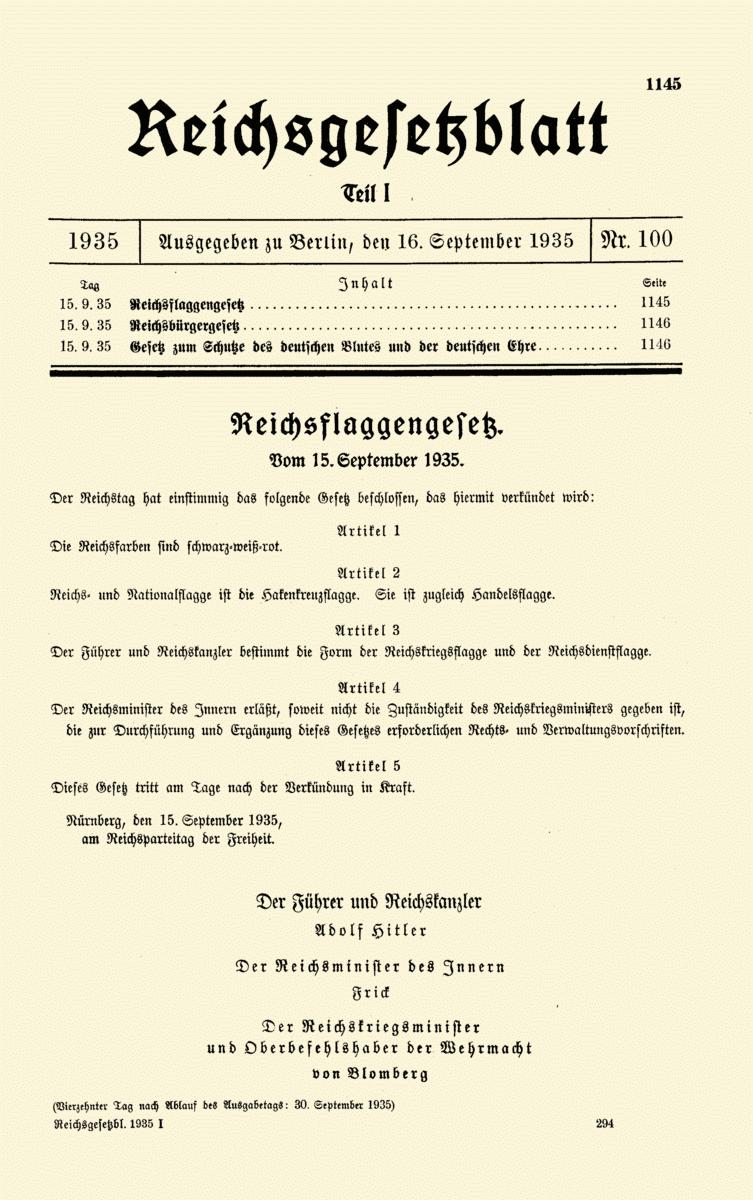
"Staatsblad" Deel I Nr. 100, waarin de drie wetten werden afgekondigd

De rassenwetten van Neurenberg, ook wel anti-Joodse rassenwetten of Neurenberger (rassen)wetten genoemd, zijn drie racistische wetten die op 15 september 1935, ten tijde van het Derde Rijk, in Duitsland werden ingevoerd. Op 14 november 1935 volgden de eerste verordeningen ter uitvoering van de wetten.
De wetten kwamen voort uit de in die tijd in Europa en de Verenigde Staten algemeen geldende sociaaldarwinistische denkwijze. De wetten waren bedoeld om de situatie aangaande het ontnemen van rechten van Joden, die in de jaren voorafgaand stapsgewijs was ontstaan, in wetgeving vast te leggen. De wetten vormden de inspiratie voor nadien in Duitslands bondgenoten tot stand gekomen antisemitische wetgeving, zoals Italië, Vichy-Frankrijk, Bulgarije, Slowakije, Kroatië, Hongarije en Roemenië.
Ook tijdens de Duitse bezetting van Nederland en België werd de bevolking onderworpen aan maatregelen die hierop gestoeld waren.

## De wetten
Hoewel reeds in 1929 onder de Weimar-republiek de Porajmos een aanvang had genomen, markeerden deze wetten na de machtsovername door de NSDAP de stelselmatige vervolging van staatswege van Joden, Roma en Sinti.
Hierin werd het verboden voor Duitsers om te trouwen met Joden. Duitse Joden werd hun staatsburgerschap ontnomen en daarmee werden hun burgerrechten ontzegd. Op deze manier probeerden de nazi's Joden het leven zo zuur te maken dat ze 'vrijwillig' uit Duitsland zouden vertrekken. Later zou deze racistische wetgeving escaleren in de houding dat de Joden en andere 'inferieure elementen' uitgeroeid moesten worden en maakten ze de weg vrij voor de Holocaust en de Porajmos. Na de Tweede Wereldoorlog werden deze wetten -die draaiden om een min of meer mystieke betekenis die in de rassenleer van het nationaalsocialisme werd toegekend aan "bloed" als term voor verwantschap of iemands veronderstelde afkomst- ingetrokken.
De Neurenberger Rassenwetten omvatten drie wetten:
1. De Burgerschapswet gaf regels rond het Duitse staatsburgerschap en bepaalde wie Duitser was en wie niet. Duitser was hij/zij die Duits "bloed" had en door zijn/haar daden het vaderland diende.
2. De Wet ter Bescherming van het Duitse Bloed en de Duitse Eer verbood alle seksuele relaties, huwelijken, tussen niet-Joodse Duitsers en Joden. Bestaande huwelijken bleven geldig.
3. De Rijksvlaggenwet behelsde het voeren van de hakenkruisvlag als Duitse Rijksvlag.

### Burgerschapswet
De Rijksburgerschapswet (Reichsbürgergesetz) verdeelde de Duitse staatsburgers (Staatsangehörigen) in Rijksburgers (Reichsbürger) en niet-Rijksburgers. Alleen Rijksburgers hadden stemrecht en konden openbare functies bekleden. Alleen staatsburgers die bewezen, dat zij bereid en geschikt waren om het Duitse volk en Rijk te dienen, kwamen voor het Rijksburgerschap in aanmerking.
Het Reichsbürgergesetz was strikt neutraal geformuleerd. Door later bepaalde eisen aan de geschiktheidscriteria te stellen, konden alsnog bepaalde groepen worden uitgesloten. Pas de eerste verordening ter uitvoering van de wet van 14 november 1935 gaf een antisemitische draai aan de wet. De verordening gaf alle bestaande staatsburgers een voorlopig Rijksburgerschap, behalve Volbloedjoden en Halfjoden die praktiserend waren of Joodse gezinsleden hadden.

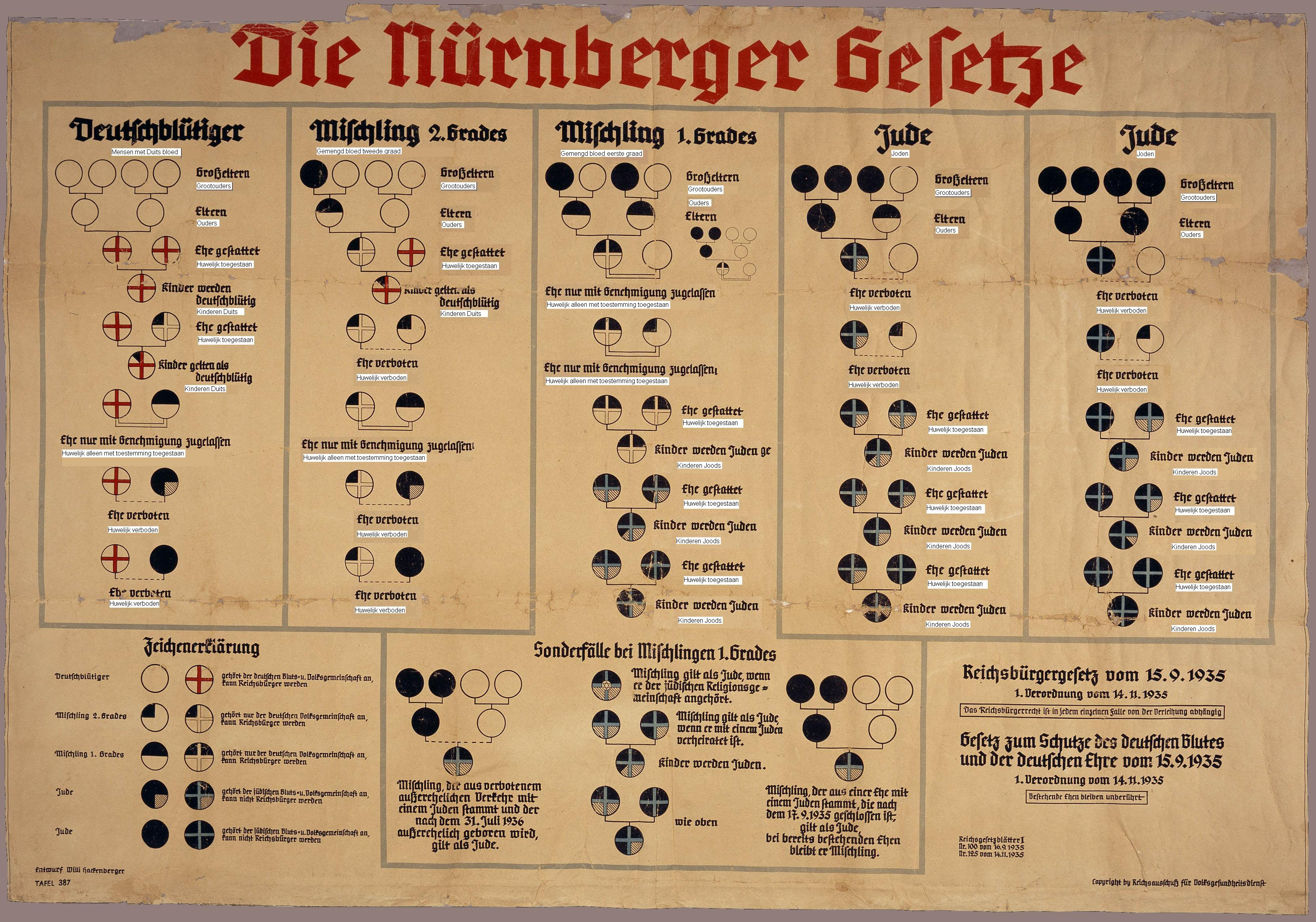
Schema dat gebruikt werd om de indeling in Duitsers en Joden uit te leggen. Afbeelding met Nederlandse bijschriften. Klik voor vergroting op de afbeelding.

In de verordening werden de voor Joods gehouden personen quasi-nauwkeurig onderverdeeld in Volbloedjoden, Halfjoden, Kwartjoden en praktiserende Kwartjoden. Praktiserende Halfjoden en Kwartjoden golden wettelijk als Volbloedjoden, ook wel Geltungsjuden genaamd.
- Jood was degene die 75% of meer "Joods bloed" had (waarbij "bloed" evenwel sloeg op iemands veronderstelde afkomst en niet op een werkelijk bloedonderzoek) of 50% of meer "Joods bloed" had en:

a) uit een huwelijk was dat gesloten was na 17 september 1935, of met een Jood gehuwd was.
b) na 31 juli 1936 was geboren.
c) het joodse geloof aanhing.
d) kind was van twee halfbloeden 1ste graad.
- Halfbloed 1ste graad was degene die 50% "niet-Joods bloed" had.
- Halfbloed 2de graad was degene die 75% "niet-Joods bloed" had. Huwelijken tussen 2de graads-halfbloeden waren verboden.
- Duits was degene die meer dan 75% "niet-Joods bloed" had.

### Bloed en Eer-wet

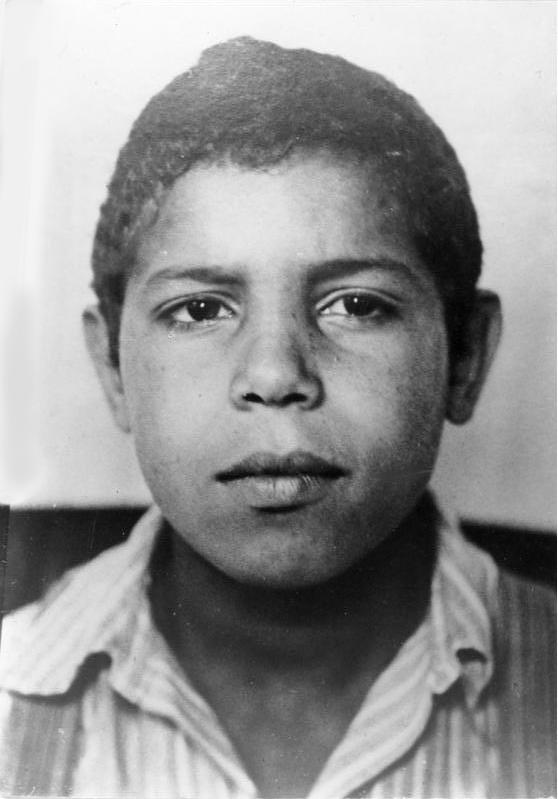
Foto van een kleurling, met de titel "Erfelijk ziek! Rijnlandbastaard". De titel vermeldt verder: "Een levend symbool van het treurigste verraad aan het blanke ras."

De Wet ter Bescherming van het Duitse Bloed en de Duitse Eer (Gesetz zum Schutze des deutschen Blutes und der deutschen Ehre of kortweg Blutschutzgesetz) was bedoeld om huwelijken en omgang tussen niet-Joodse Duitsers en Joden te verbieden. Het vermelde doel was het zuiver houden van het Duitse bloed en het zeker stellen van de toekomst van de Duitse natie.
Wie het huwelijksverbod overtrad, werd naar een tuchthuis gestuurd. Mannen die buiten het huwelijk om verboden omgang hadden kregen gevangenisstraf of tuchthuis. Verder was het Joden verboden om vrouwelijke burgers van Duits of aanverwant bloed, jonger dan 45 jaar, in dienst te hebben of om de nationale vlag te hijsen. Een overtreding van die laatste twee verboden werd bestraft met een jaar gevangenisstraf en/of een geldboete.
In de eerste verordening ter uitvoering van de wet, gedateerd 14 november 1935, werden de verboden aangescherpt. Buitenhuwelijkse omgang werd nu echter gedefinieerd als verboden geslachtsverkeer. De verordening ging vrijwel geheel over de omgang met Joden. De eenregelige paragraaf 6, die een algemene bepaling bevatte ter bescherming van de zuiverheid van het Duitse bloed, wordt door historici echter geduid als een (potentiële) uitbreiding van de werking tot bepaalde groepen van niet-Joden. Een ministeriële circulaire van 26 november 1935 en een officieel commentaar in een publicatie in 1936 van de juristen Wilhelm Stuckart en Hans Globke verduidelijkte, dat werd gedoeld op zigeuners, negers en hun nakomelingen met Arische Duitsers.

### Rijksvlaggenwet
De Rijksvlaggenwet (Reichsflaggengesetz) voerde de hakenkruisvlag in en was op zichzelf niet racistisch. De wet had alleen met de andere twee wetten gemeen, dat ze samen werden afgekondigd. Op grond van artikel 4 bepaalde de Bloed en Eer-wet echter, dat Joden de hakenkruisvlag niet mochten hijsen. Daarentegen werd het uitdrukkelijk toegestaan, om onder staatstoezicht de Joodse kleuren te tonen.

## Originelen
De originele ondertekende rassenwetten van Neurenberg werden aan het einde van de Tweede Wereldoorlog door Amerikaanse soldaten gevonden in een Duitse bankkluis. Zij werden vervolgens bezorgd aan generaal George Patton, die een bevel negeerde door de documenten uit Duitsland mee te nemen. The Huntington in Californië droeg de papieren over aan de National Archives and Records Administration waar ze in oktober 2010 te bezichtigen waren.

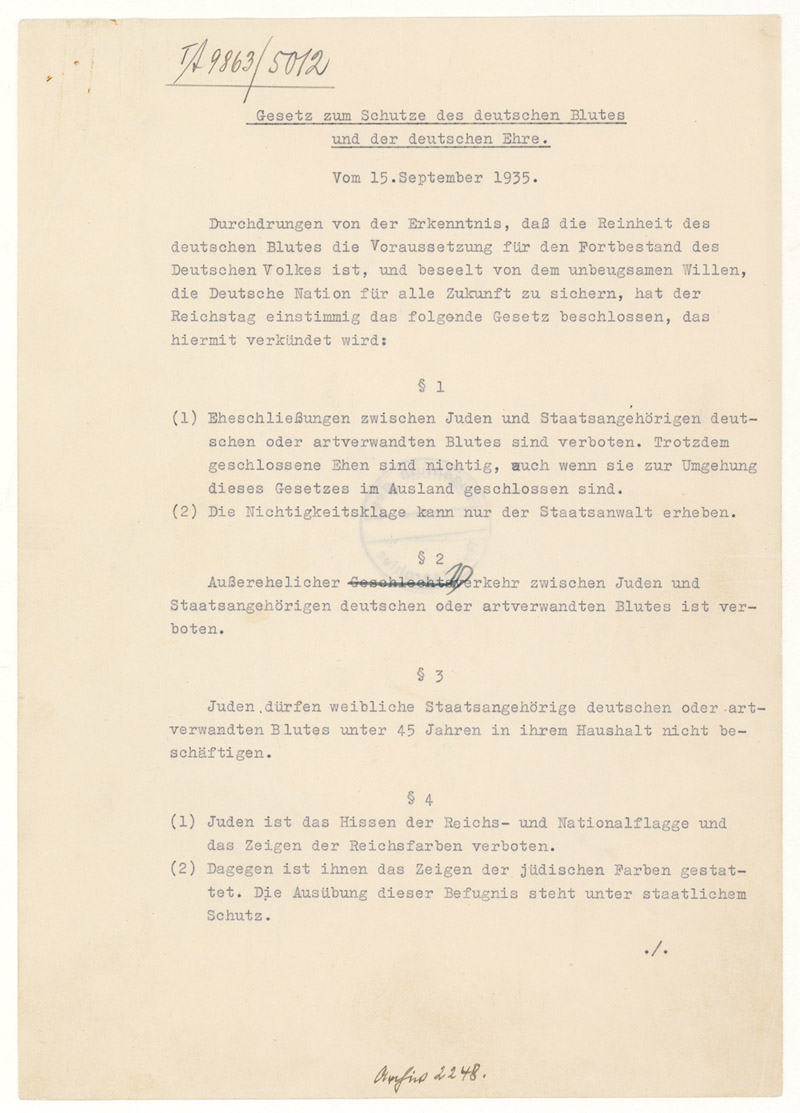
Wet ter Bescherming van het Duitse Bloed en de Duitse Eer
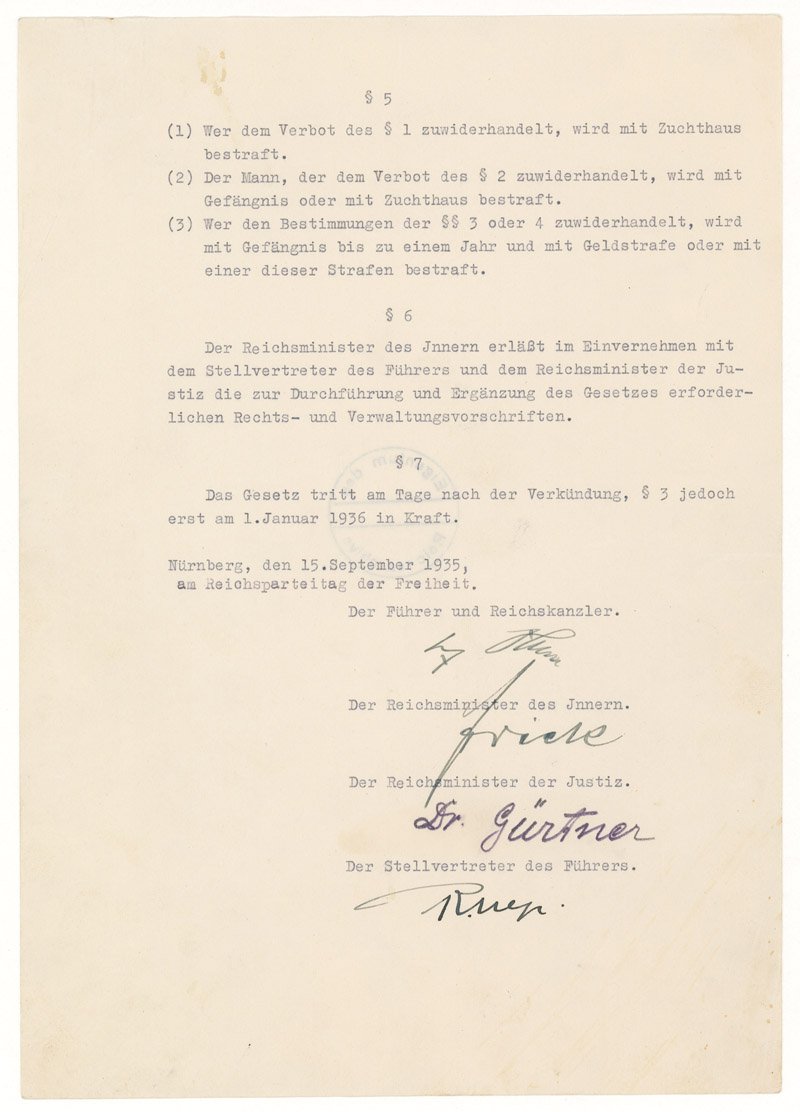
Vervolgblad ondertekend door Adolf Hitler, Wilhelm Frick, Franz Gürtner en Rudolf Hess